# Janki Nagar
Janki Nagar es una ciudad censal situada en el distrito de Gonda en el estado de Uttar Pradesh (India). Su población es de 10195 habitantes (2011). 

## Demografía
Según el censo de 2011 la población de Janki Nagar era de 10195 habitantes, de los cuales 5409 eran hombres y 4786 eran mujeres. Janki Nagar tiene una tasa media de alfabetización del 78,37%, superior a la media estatal del 67,68%: la alfabetización masculina es del 85,57%, y la alfabetización femenina del 70,15%.